# Кавацо
Кавацо (итал. Cavazzo Carnico) је насеље у Италији у округу Удине, региону Фурланија-Јулијска крајина.
Према процени из 2011. у насељу је живело 706 становника. Насеље се налази на надморској висини од 282 м.

## Становништво
| 1936. | 1951. | 1961. | 1971. | 1981. | 1991. | 2001. | 2011. |
| ----- | ----- | ----- | ----- | ----- | ----- | ----- | ----- |
| 1.560 | 1.601 | 1.533 | 1.331 | 1.193 | 1.097 | 1.140 | 1.087 |